# Аккерман, Крис
Кристиан Рейнхолд (Крис) Аккерман (нидерл. Christiaan Reinhold "Chris" Ackerman; 27 ноября 1919, Весперкарспел — 31 августа 2011) — нидерландский футболист, игравший на позиции нападающего, выступал за амстердамские команды «Аякс» и  СДВ.

## Спортивная карьера
Летом 1934 года вступил в футбольный клуб «Аякс» в качестве кандидата. На тот момент он проживал в западной части Амстердама по адресу Тведе Константейн Хёйгенстрат 62. До этого Крис был членом клуба «Фредерик Хендрик», который выступал в чемпионате Амстердамского футбольного союза. Летом 1936 года был принят в юниоры «Аякса». В юношеской команде играл на позициях полузащитника и нападающего. В основном составе дебютировал 27 августа 1938 года и в первой же игре забил гол — амстердамцы в товарищеском матче одержали победу над клубом УВС в Лейдене. В том сезоне Аккерман играл за четвёртую и пятую команду «Аякса».
В чемпионате Нидерландов впервые сыграл 22 сентября 1940 года на стадионе «Де Мер» в матче против СВВ. «Аякс» в первом туре победил со счётом 5:1 — Аккерман и Йоп Стоффелен оформили по дублю, один гол был на счету Геррита Фишера. В следующем туре забил два гола в ворота клуба ДОС. В первом сезоне Крис провёл 8 матчей в чемпионате и забил 4 гола. В последующих сезонах играл за основной состав редко — за семь лет он провёл 28 матчей и отличился 12 голами в чемпионате Нидерландов. В последний раз за «Аякс» сыграл 27 октября 1946 года против команды ДВС.
В январе 1947 года вместе с Йопом Корндёрфером и Джимом Григолейтом запросил перевод в амстердамский клуб СДВ. В августе дебютировал за новую команду на товарищеском турнире Вестеркерк, а позже и в чемпионате второго класса. В феврале 1948 года запрашивал перевод в клуб ОВВО.

## Личная жизнь
Отец — Рейнхолд Отто Аккерман, был родом из Амстердама, мать — Мартина Хендрика Вос, родилась в Весперкарспеле. Родители поженились в августе 1919 года в Весперкарспеле — на момент женитьбы отец был токарем, а позже работал трубоукладчиком в пароходной компании. В их семье воспитывался ещё младший сын Якоб, родившийся в феврале 1924 года.
В январе 1943 года во время оккупации Нидерландов выезжал на принудительные работы в Германию. 
Женился в возрасте двадцати пяти лет — его супругой стала 19-летняя Гесина Петронелла Икелар, уроженка Амстердама. Их брак был зарегистрирован 19 апреля 1945 года в Амстердаме. В 1946 году в их семье родилась дочь Мартина Хендрика Йозефина (умерла в марте 1963 года), а в 1950 году родился сын — Йохан Корнелис.
Его сын, более известный как Джон Аккерман, тоже стал футболистом, играл за СДВ, «Де Спартан» и АФК.
Умер 31 августа 2011 года в возрасте 91 года.

## Статистика по сезонам
| Клуб | Сезон   | Чемпионат Нидерландов | Чемпионат Нидерландов | Кубок Нидерландов | Кубок Нидерландов | Итого | Итого |
| Клуб | Сезон   | Игры                  | Голы                  | Игры              | Голы              | Игры  | Голы  |
| ---- | ------- | --------------------- | --------------------- | ----------------- | ----------------- | ----- | ----- |
| Аякс | 1940/41 | 8                     | 4                     |                   |                   | 8     | 4     |
| Аякс | 1941/42 | 3                     | 1                     |                   |                   | 3     | 1     |
| Аякс | 1942/43 | 6                     | 3                     | ?                 | ?                 | 6     | 3     |
| Аякс | 1945/46 | 6                     | 1                     | ?                 | ?                 | 6     | 1     |
| Аякс | 1946/47 | 5                     | 3                     |                   |                   | 5     | 3     |
| Аякс | Итого   | 28                    | 12                    | ?                 | ?                 | 28    | 12    |